# Boot up!! (Chageのアルバム)
『Boot up!!』（ブート・アップ）は、Chageのミニ・アルバム。2020年12月9日に発売された。発売元はUSM JAPAN。

## 解説
前作『feedback』から1年4ヶ月ぶりとなるオリジナル・アルバム。Chageソロ名義のアルバムとして、全曲が完全新曲のみで構成されたアルバムはこれが初めてで、かつ2025年3月現在では唯一である。
プロデューサー及びアレンジャーとして新たに島田昌典を迎え、「こんな時代だからこそ届けたい音楽がある」を全体のテーマとしてレコーディングされた。
初回限定盤は2020年9月5日に開催されたオンライン・ライブ『Chage Online Live 2020 〜君に逢いたいだけ〜』のライブ映像が収録されたDVDが付属している。

## 収録曲
| 全作曲: Chage。 |                              |           |            |          |      |
| #               | タイトル                     | 作詞      | 作曲・編曲 | 編曲     | 時間 |
| 1.              | 「それが愛ならOK」           | 松井五郎  | Chage      | 島田昌典 | 4:48 |
| 2.              | 「Swing&Groove」             | Chage     | Chage      | 島田昌典 | 4:06 |
| 3.              | 「No.3」                     | Chage     | Chage      | 島田昌典 | 4:01 |
| 4.              | 「僕だけのピンナップガール」 | Chage     | Chage      | 島田昌典 | 4:13 |
| 5.              | 「うたたね」                 | 澤地隆    | Chage      | 島田昌典 | 4:06 |
| 6.              | 「君に逢いたいだけ」         | Chage     | Chage      | 瀬尾一三 | 4:55 |
| 合計時間:       | 合計時間:                    | 合計時間: | 合計時間:  | 26:09    |      |

| #   | タイトル               | 作詞 | 作曲・編曲 |
| --- | ---------------------- | ---- | ---------- |
| 1.  | 「Reason」             |      |            |
| 2.  | 「アイシテル」         |      |            |
| 3.  | 「告白」               |      |            |
| 4.  | 「終章(エピローグ)」   |      |            |
| 5.  | 「君に逢いたいだけ」   |      |            |
| 6.  | 「NとLの野球帽」       |      |            |
| 7.  | 「夏の終わり」         |      |            |
| 8.  | 「Mimosa」             |      |            |
| 9.  | 「あきらめのBLUE DAY」 |      |            |
| 10. | 「光の羅針盤」         |      |            |
| 11. | 「Well,Well,Well」     |      |            |

## 楽曲解説
1. それが愛ならOK
ピアノ・ロック調の楽曲。
Chageが何語とも言えないような言葉で歌った仮歌のイメージを崩さず、メロディに言葉が違和感なく合う歌詞を松井が書きあげてくれたという[7]。
2. Swing&Groove
レトロな歌謡曲のような雰囲気を持ったスイング・ジャズの楽曲[8]。
3. No.3
ビートルズのサウンドをモチーフとした楽曲。メロトロンがフィーチャーされている。歌詞は「もしジョン・レノンが日本語ペラペラだったら…」という想像のもと書かれたという。
4. 僕だけのピンナップガール
「石川優子とチャゲ」として1984年にリリースした『ふたりの愛ランド』のアンサーソングともいうべき楽曲であるという。
5. うたたね
6. 君に逢いたいだけ
先行配信シングル。
楽曲のアレンジャーとして瀬尾一三が約30年ぶりに参加しており、これについてChageは「僕にとってはご褒美をいただいた感じでした。」としている。

### DVD（初回限定盤）
- Chage Online Live 2020 〜君に逢いたいだけ〜

1. Reason
2. アイシテル
3. 告白
4. 終章(エピローグ)
5. 君に逢いたいだけ
6. NとLの野球帽
7. 夏の終わり
8. Mimosa
9. あきらめのBLUE DAY
10. 光の羅針盤
11. Well,Well,Well